# カヌチ
『カヌチ』は、2008年10月2日に発売された『カヌチ 白き翼の章（カヌチ しろきつばさのしょう）』と、2009年4月23日に発売された『カヌチ 黒き翼の章』（カヌチ くろきつばさのしょう）の2作を指す。双方ともアイディアファクトリー（オトメイト）がPlayStation 2用に作成した恋愛アドベンチャーゲーム。『黒き翼』は『白き翼』の続編に当たり、主な登場人物や世界観などが共通している。2010年12月26日にPlayStation Portableへの移植版『カヌチ 二つの翼』が発売。
なお『カヌチ 二つの翼』は、前編である「カヌチ白き翼の章」と後編である「カヌチ黒き翼の章」の物語に後日談を追加した内容となっている。

## ストーリー
タカマハラ国。
17歳のアキ・ミヤズは、育ての親であり鍛冶師であるトウラの手伝いをしながら、ヨロハ村で暮らしていた。
あるとき、トウラが病に倒れたことをきっかけに、アキは鍛冶をしながら薬代を稼ぐために王都ヤカミに鍛冶の店を構えることになる。
しかし鍛冶は未経験であり、当然のことながら売り物になる剣を作ることはできなかった。
そんなある日、突然アキの肉体に2000年前に生きていた少女カヤナ・タカマハラの魂が宿り、神話時代に生きた戦女神カヤナとアキの不思議な共同生活がスタートする…。

## 登場人物

### 共通の主人公
アキ・ミヤズ
タカマハラ国ヨロハ村で暮らす少女。芯が強く、明るい性格。幼いころにトウラに拾われて育てられた。鍛冶師であるトウラの仕事をずっと見てきたこともあり、鍛冶の仕事に憧れを抱く。料理やお菓子作りが得意で家庭的。
カヤナ・タカマハラ
2000年前にタカマハラ国の初代国王となった少女。男勝りな性格で、剣の腕前も超一流。鍛冶の経験がある。料理は下手で、一口食べただけで気絶してしまう。ちなみにカヤナ本人は自分の料理を美味しいと思っている。

### 白き翼のメインキャラクター
クラト・エスタ
声：三浦祥朗
王立警備隊隊員。18歳。誕生日：4月13日　身長：175cm　体重：60kg　明るい金髪に赤い瞳。
真面目な性格。そのためかウキツとは折り合いが悪いらしく、よくケンカしている。
生き別れになった弟を探している。
基本的に誰にでも優しく接することができ、思いやりのある性格だが、主人公と初めて出会ったときには、一刻も早く城専属の鍛冶師を探さなければ…という焦りがあり、街の人々や主人公を見下すような態度をとっていた。
ミトシ・フレスカ
声：立花慎之介
王立警備隊隊員。15歳。誕生日：3月19日　身長：155cm　体重：45kg　星読師。藍色の長いストレートヘアに青い瞳。少女のような風貌をしている少年。
人の強い思念を読み取ったり、人の過去を見る力がある。また、星読みという力を持ち、星の声を聞くことができる。
出会った人物のイメージをもとに変わったあだ名をつけ、そのあだ名で相手を呼ぶことが多い。例）オウバ・テオ⇒忘却の剣士 など。
シン・アトベ
声：相沢まさき
王立警備隊隊員。29歳。誕生日：7月25日　身長：178cm　体重：70kg　明るい金髪に灰色の瞳。
剣の腕前は王立警備隊で1番らしい。
性格は軽いが人当たりが良く、よくクラトとウキツの喧嘩の仲裁をしている。だがその一方で、自分の過去のことになるとあまり話そうとはせず、必要以上に慣れ合わずに一線を引いている様子がうかがえる。ノレサ亭のチナキと仲が良い。
オウバ・テオ
声：乃村健次
王立警備隊隊長。48歳。誕生日：12月5日　身長：176cm　体重：70kg　白に近い銀髪に水色の瞳。
少々頭は固いが、責任感が強い。過去の記憶が無い事を年の所為だと思い込んでいる。王立警備隊の中では父親のような存在であり、隊のメンバーには厳しく、そして優しく接している。
過去に家を出ていった息子を探している。
ウキツ・ワタセ
声：加藤将之
王立警備隊隊員。21歳。誕生日：11月18日　身長：173cm　体重：65kg　茶色の髪に橙の瞳。
自信に満ち溢れ、やや口は悪いが面倒見のいい青年。クラトとよく喧嘩をしている。酒好きで、自分の部屋で飲むこともあれば、シンと二人で街へ飲みに行くこともしばしば。
クガミ・タカマハラ
声：梶裕貴
タカマハラ国の若い国王。13歳。誕生日：8月16日　身長：150cm　体重：42kg　明るい金髪に薄茶の瞳。
星読師であるミトシと年齢が近いため、仲が良い。年齢相応の子供らしい性格で、キマに我儘を言ったりすることも。だがその一方で、国王である自分自身がどのような王であるべきなのか、何が正しいのか、ということを常に模索している。

### 黒き翼のメインキャラクター
アクト・エスタ
声：緑川光
18歳。誕生日：4月13日　身長：175cm　体重：60kg　直属親衛隊隊員で、クラトの双子の兄弟。灰色の髪に紫色の瞳。
生き別れの兄であるクラトを憎んでいる。性格は、一見クールで大人びているように見えるが、負けず嫌いで子供っぽい面も。
星読師であるヒノカを「信用できない」と嫌っていて、よく喧嘩をしている。学者など、研究に没頭する人々とも相容れないと感じている。

ヒノカ・セス
声：代永翼
15歳。誕生日：12月2日　身長：162cm　体重：50kg　直属親衛隊隊員。赤紫色の髪に赤紫色の瞳。
星読師であり、未来を意のままに操ることのできる『フトマ』でもある。15歳と思えないほどの落ち着いた話し方で、やや達観しているところがある。アキやカヤナも彼が年下だと知って驚いていた。アクトとは性格や価値観が合わないらしく、仲が悪い。

カスガ・キセナ
声：津田健次郎
30歳。誕生日：8月20日　身長：182cm　体重：75kg　直属親衛隊隊員。黒髪に薄黄色の瞳。
物静かで真面目、勤勉。いわゆる軍人気質な男。人と接することが苦手で不器用な印象だが、基本的に誰に対しても優しく、思いやりがある。
シンとは親友であり、戦友でもある。

タカミ・テオ
声：鈴木達央
17歳。誕生日：1月25日　身長：170cm　体重：58kg　直属親衛隊隊員。緑色の髪に緑色の瞳。
父親と共に暗殺家業をしていて、全く躊躇せずに人を殺すことができる。
気分屋で、子供っぽい性格。やりたいこと、興味を持ったことをすぐに実行に移す。子供の頃から暗殺家業という仕事をしてきたせいか、普通の感情に疎いところがあり、それをタカミ自身も自覚している。甘いものとすっぱいものが嫌い。

サナト・イシト
声：千葉一伸
25歳。誕生日：9月1日　身長：178cm　63kg　直属親衛隊隊長。長い黒髪に青みがかった灰色の瞳。
冷酷な性格で、自らのことを多く語らない謎の多い男。魔術師ではないが、自分の幻影を遠くに飛ばすことができる力を持っている。
潔癖症。

コトヒラ・ヤスナ
声：てらそままさき
43歳。誕生日：2月5日　身長：180cm　体重：73kg　第１１４代目のヤスナ国国王。濃い青紫色の髪に青紫色の瞳。
冷酷で残忍な性格で、恐怖で国を治めているとされる。自身が「使える」と判断した者だけを傍に置き、それ以外の不要な者は殺してしまうことも。
学者や魔術師に命じて不死の研究をさせている。

### その他のキャラクター
コロ
声：狛乃ハルコ
神話時代からよみがえった謎の白い生き物。
普通の人には「コロッポ」と鳴いているように聞こえるが、翼を持つ人間のみコロの言葉が分かる。
アキが鍛冶の素材を探している時に出会い、それから一緒に暮らしている。
トウラ・ミヤズ
声：石原凡
アキの育ての親で、ヨロハ村で鍛冶師をしている。
親をなくした赤ん坊のアキを1人で育ててきた。
少々頑固なところもあるが、優しい性格。
アキからは「おじいちゃん」と呼ばれている。
セリ・コミノリ
声：和田カヨ
アキの幼馴染みで親友(？)の少女。
勝気で自立心が強い。いわゆるツンデレ。
アキに対してつい毒舌になってしまうが、本心では友達として大事に思っていて、心配もしているようだ。
キマ・ウキネ
声：西松和彦
王であるクガミの世話役の男性。クガミの亡き父であるきユナ・タカマハラの世話役でもあった。警備隊隊長であるオウバとも仲が良い。
マチノアツキ・イーサ
声：小林美奈
王立警備隊専用の食堂で料理を作っている女性。優しくていつも隊員達のことを気にかけているお母さん的な存在。
チナキ・ノレサ
声：ちふゆ
ヤカミで『ノレサ亭』という飲み屋を切り盛りする女性。ウキツやシンはチナキの店の常連客。気が強くハッキリと物を言うが、頼まれると嫌と言えない性格であり、周囲に慕われている。自分の仕事に誇りを持っている。
イズサミ・ヤスナ
声：水島大宙
2000年前の神話時代から蘇ったヤスナ家の当主。神話時代には、対立するタカマハラ国の王であったカヤナのことが大好き。純粋で明るい性格。
ハヤノ・セミサイ
声：鈴村健一
ヤカミに住む青年で、ひょんなことからウキツと知り合い仲良くなる。普段は日雇いの仕事をしている。優しくて非常に思いやりのある性格だが、少し世間知らずな面もある。
ユナ・タカマハラ
声：伊藤栄治
クガミ・タカマハラの亡き父で、先代のタカマハラ国王。すでに死んでいるが、たびたび息子のことを案じてしばしばクガミの前に姿を現す。
ツミテ・トコエ
声：尾崎淳
タカマハラの軍部上層部に所属する人物。ミトシを王立警備隊に入隊させた男。ミトシに、自分が死ぬまでの未来を予言させている。
アサト・キリヒ
声：杉崎綾子
キリヒ国のお姫様。明るくやや破天荒な性格。クガミの結婚相手の候補として選ばれタカマハラを訪れるが、クガミとはイマイチ性格が合わないらしい。
オルタ
声：水口まつり
アキがヤスナで知り合った身寄りのない少年。アキだけでなく、世話を焼いてくれるカスガのことも慕っている。
シシタ・アワナガ
声：小林範雄
ヤスナ城で働く庭師の男性。穏やかで誰に対しても優しく接する人物。直属親衛隊のことを気にかけていて、彼らの良き相談相手でもある。
トキ・ヘスクイサ
声：島香裕
コトヒラの元で神話を専門に研究している学者。神話研究に執着・没頭するあまり寝食を忘れることもあるほど。コトヒラの命令は絶対だと考えている。
ミツネ・エスド
声：古河徹人
トキの助手で、同じく学者。神話研究への熱心さは持っているが、研究成果のためならば何を犠牲にしてもよい…と考えるコトヒラやトキの考えには疑問を抱いている。
セラ・ホウダ
声：瑞沢渓
ヤスナ軍で将軍を勤めているやり手の女性。コトヒラへの強い忠誠心があり、軍人らしい気質を持つ美人。年齢不詳。
フタバ・イルド
声：梯篤司
コトヒラの元で働く魔術師。一見女性のような風貌・話し方だが、れっきとした男性。魔術師の中でもかなり高度な魔術を使うことのできる人物。気は強くマイペースではあるが、頼まれ事を断れない一面も。カスガのことがお気に入り。
アムギ・テオ
声：片岡一郎
タカミの父親。暗殺を生業とするテオ家の当主であり、主にコトヒラからの依頼を受けて仕事をしている。冷静沈着で、一見冷たい人物のように見えるが非常に紳士的で優しい性格。タカミのことを常に気にかけている。
キナエ・イシト
声：澤宮菜穂
サナトの妹。病弱であり、自宅である館から出ることをサナトから厳しく禁じられている。花が好きで、体の調子の良いときは庭に出ていることが多い。兄であるサナトのことを心配している。

## 主題歌
白き翼の章
オープニングテーマ「White Wing」
歌：伊吹唯
エンディングテーマ「White Promise」
歌：伊吹唯
挿入歌「3つの星」
歌：宮崎奈穂子
PSP版主題歌「永遠が終わるまで」
　 歌：伊吹唯
黒き翼の章
オープニングテーマ「飛べなくなった翼」
歌：伊吹唯
エンディング「永遠の空」
歌：伊吹唯
PSP版主題歌「あなたの隣にいたい」
　 歌：伊吹唯

## 漫画
サイガミツロ作画、『カヌチ 白き翼の章』をcomic B's-LOG、『カヌチ 黒き翼の章』をcomic B's-LOG エアレイドで連載。
- 『カヌチ 白き翼の章』 - 2009年8月31日発売、ISBN 978-4757750753
- 『カヌチ 黒き翼の章』 - 2010年10月1日発売、ISBN 978-4047267589